# Typhlopseudothelphusa mitchelli
Typhlopseudothelphusa mitchelli is een krabbensoort uit de familie van de Pseudothelphusidae. De wetenschappelijke naam van de soort is voor het eerst geldig gepubliceerd in 1976 door Delamare Debouteville.